# Nebemachet
Nebemachet war ein Prinz der altägyptischen 4. Dynastie. Er war ein Sohn von Pharao Chephren und dessen Gemahlin Meresanch III. Unter Chephrens Nachfolger Mykerinos hatte er das Amt des Wesirs inne und war somit der höchste Beamte nach dem König. Als Frau des Nebemachet ist eine „Gottesdienerin der Hathor“ namens Nubhotep bekannt.

## Gräber

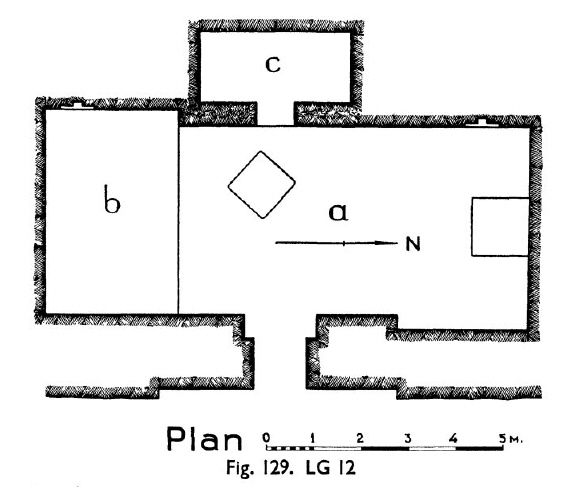
Grundriss des Grabes LG 12

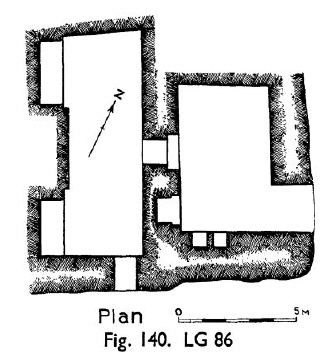
Grundriss des Grabes LG 86

Für Nebemachet wurden gleich zwei Gräber angelegt: Zum einen das Felsgrab LG 86 auf dem Central Field in Gizeh und zum anderen das Felsgrab LG 12 auf dem Steinbruch-Friedhof westlich der Chephren-Pyramide. LG 86 besteht aus zwei Räumen und ist mit zahlreichen Reliefs verziert. Einige Szenen zeigen den Verstorbenen zusammen mit seiner Frau Nubhotep und seiner Schwester Schepsetkau. Innerhalb und auch außerhalb dieses Grabes wurden Fragmente mehrerer Statuen gefunden. LG 12 besteht aus drei Räumen und weist eine architektonische Besonderheit auf: Die Wände in Raum A bestehen gänzlich aus runden Steinbalken, die Baumstämme imitieren sollen.